# Монастир Куремяе
Монастир Куремяе або Пюхтицький Успенський монастир (ест. Pühtitsa Jumalaema Uinumise naisklooster) — православний жіночий ставропігійний монастир Російської православної церкви, розташований в селі Куремяе волості Алутагузе (Іда-Вірусський повіт Естонії). Пюхта (Pühtitsa) по-естонськи означає «святе місце».
Заснований у 1891 році. Монастир ніколи не закривався. З 1990-х має статус ставропігійного.

## Історія

### До 1893 року

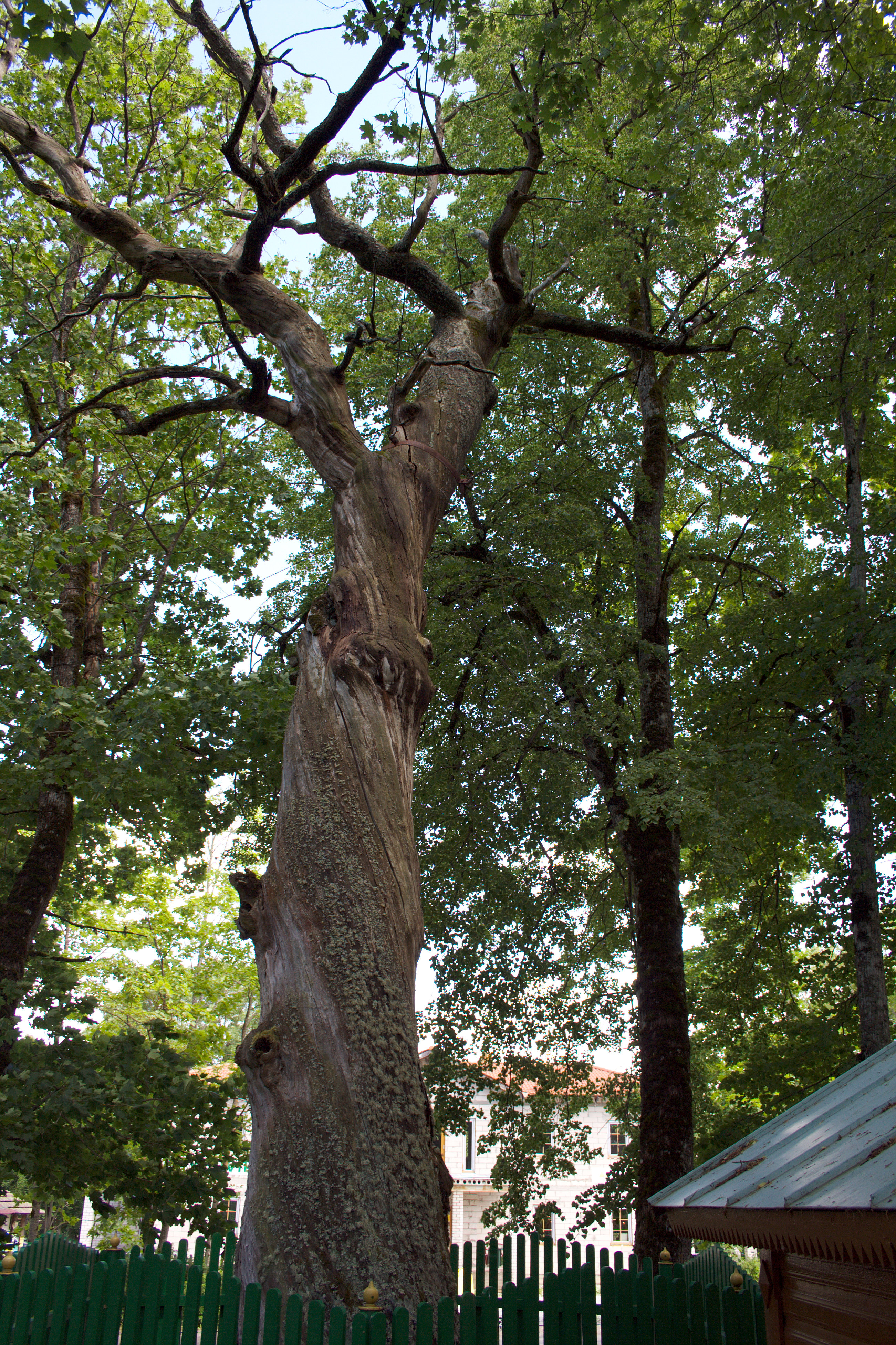
Дуб біля місця знаходження ікони Успіння та каплиця

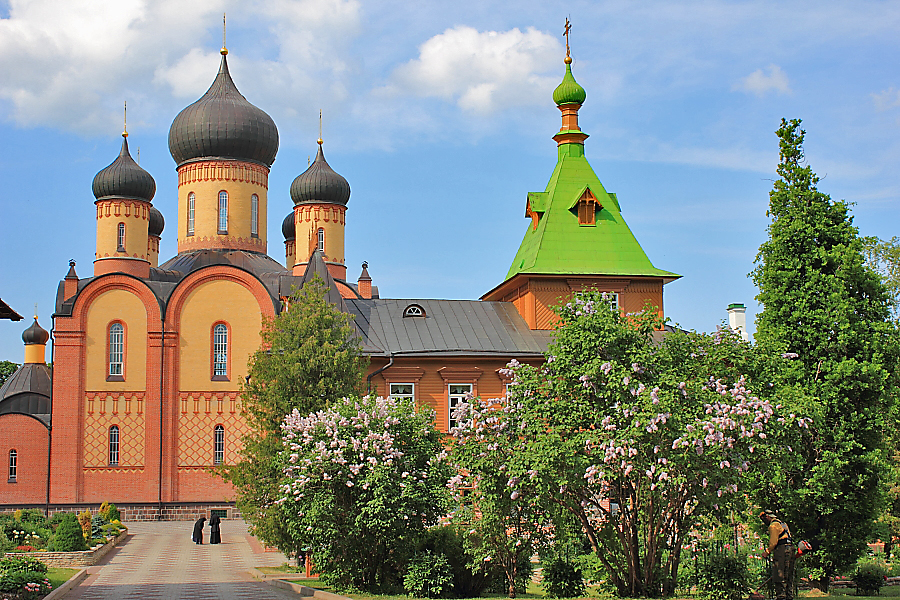
Собор Успіння Пресвятої Богородиці

Історія створення обителі пов'язана з образом Успіння Божої Матері: за переказами, в районі, де нині розташовується монастир, місцевим жителям з'явилася Богородиця, і на місці її явлення було знайдено Успенську ікону Божої Матері. У XVI столітті місцеві жителі поруч із дубом, де було знайдено ікону, збудували каплицю ікони Божої Матері.
Завдяки завзятій та неослабній енергії губернатора Естляндії князя С. В. Шаховського та турботі княгині Єлизавети Дмитрівни Шаховської у 1885 році на Богородицькій горі було відкрито Пюхтицьку православну парафію та збудовано храм для набутої раніше ікони. Пізніше, після перенесення ікони в собор, цей храм став цвинтарним і був переосвячений в ім'я святителя Миколая і преподобного Арсенія Великого.
У 1887 році з ініціативи князя С. В. Шаховського було започатковано відділення православного прибалтійського братства Христа Спасителя та Покрова Божої Матері під головуванням дружини князя — княгині Єлизавети Дмитрівни Шаховської, та відкрито благодійні установи в м. Ієвве: школа, лікарня з аптекою та приймальним спокоєм для приміщення амбулаторних хворих, притулок для сиріт, рукоробна. Однак головною метою братство вважало влаштування жіночої обителі на Богородицькій горі в Пюхтиці, куди згодом могли б бути перенесені відкриті в Ієвве (м. Йихві) благодійні установи. Княгиня О. Д. Шаховська особисто зверталася до багатьох людей із проханнями та листами з питань улаштування православ'я в Естонії. Зокрема, 1888 року княгиня листувалася зі святим праведним Іоанном Кронштадтським, який надіслав їй своє благословення і 200 рублів для Пюхтицького монастиря і на просвітницькі цілі.
Відповідь Єлизаветі Дмитрівні отця Іоанна від 26 вересня 1888 року:
«Ваше сіятельство, вельмишановна княгиня Єлизавета! Отримав ваш лист і з сердечним співчуттям прочитав його. Нехай нагородить Вас Господь за ваше посильне сприяння в утвердженні Православ'я в краї, де Господь судив Вам жити й діяти на благо народу і на славу Божу… Ви просите в Бога дива для успішного поширення Православ'я і для надання допомоги бідним естам і латишам. Бог є Бог чудес у всі часи… Він створив і створить чудеса у Вашому братстві й утвердить Вашу справу до кінця. Маю честь надіслати на потреби товариства 200 рублів. Сердечно Вам кланяюся, княгиня. Ваш покірний слуга і богомолець — протоієрей Іоанн Сергієв».

«Ваше сиятельство, достоуважаемая княгиня Елизавета! Получил ваше письмо и с сердечным сочувствием прочитал его. Да наградит Вас Господь за ваше посильное содействие в утверждении Православия в крае, где Господь судил Вам жить и действовать на благо народу и во славу Божию… Вы просите у Бога чуда для успешного распространения Православия и для оказания помощи бедным эстам и латышам. Бог есть Бог чудес во все времена… Он сотворил и сотворит чудеса в Вашем братстве и утвердит Ваше дело до конца. Имею честь прислать на нужды общества 200 рублей. Сердечно Вам кланяюсь, княгиня. Ваш покорный слуга и богомолец — протоиерей Иоанн Сергиев».

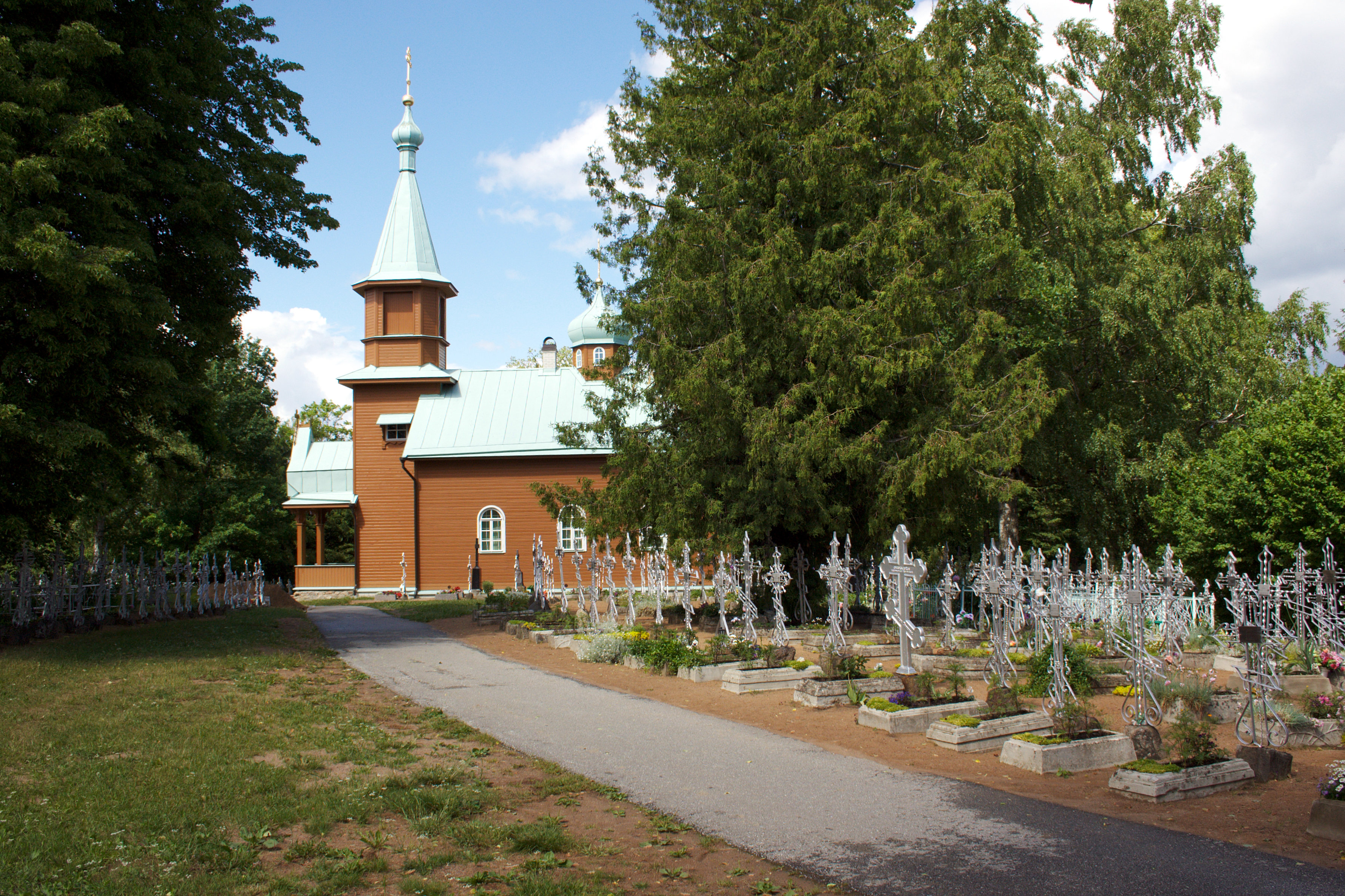
Нині Миколо-Арсенієвський цвинтарний храм • 1885

Ось що пише княгиня Шаховська юристу Ф. Н. Плевако:

«Ми — росіяни, православні, повинні піти назустріч нашим естонським братам і дати їм те, без чого на землі людині жити не можна: церкву, школу, догляд за хворими… і чого вони, бувши бідними, самі собі дати не можуть. … Насамперед цифри, які повідомляють священники парафій, вказують на такі потреби: 1) треба доглянути 88 людей похилого віку та немічних; 2) треба скрізь лікувати народ, позбавлений в Естляндії лікарської допомоги; 3) треба створити притулок для сиріт (22 круглих, 84, що не мають одного з батьків) та зразкову школу для естонських православних дівчаток, з яких могли б вийти шкільні вчительки».

«Мы — русские, православные, должны пойти навстречу нашим эстонским братьям и дать им то, без чего на земле человеку жить нельзя: церковь, школу, уход за больными… и чего они, будучи бедны, сами себе дать не могут. … Прежде всего, цифры, сообщаемые священниками приходов, указывают на следующие нужды: 1) надо призреть 88 стариков и немощных; 2) надо везде лечить народ, лишенный в Эстляндии врачебной помощи; 3) надо создать приют для сирот (22 круглых, 84 не имеющих одного из родителей) и образцовую школу для эстонских православных девочек, из которых могли бы получиться школьные учительницы».

29 квітня 1891 року відбувся Високий визволення на відчуження Богородицької гори, разом із недобудованою на ній лютеранською кірхою, у повне та виняткове володіння православної церкви.
15 серпня 1891 року єпископ Ризький Арсеній (Брянцев) здійснив урочисте відкриття Пюхтицької Успенської жіночої громади. До цього дня турботами княгині О. І. Д. Шаховській на Богородицькій горі було закінчено новий дерев'яний будинок для приміщення сестер. Цього ж дня Олександр III подарував багаті священицькі облачення до пюхтицької церкви. Того ж року при громаді відкрився притулок для дітей бідних батьків, а наступного року розпочалося приймання хворих у влаштованій при громаді лікарні. До кінця 1891 року громада складалася з 21 послушниці, 22 вихованок притулку та 2 сестер милосердя.
Приплив прочан на Богородицьку, або Святу гору став з кожним днем зростати, і це послужило приводом для порушення братством, з княгинею Є. Д. Шаховської на чолі, нового клопотання про перетворення громади в монастир, що і було враховано Св. Синодом. Пюхтицьку Успенську жіночу громаду за ухвалою Св. Синоду від 23 жовтня 1893 року було перетворено на монастир.

### 1894—1980 роки

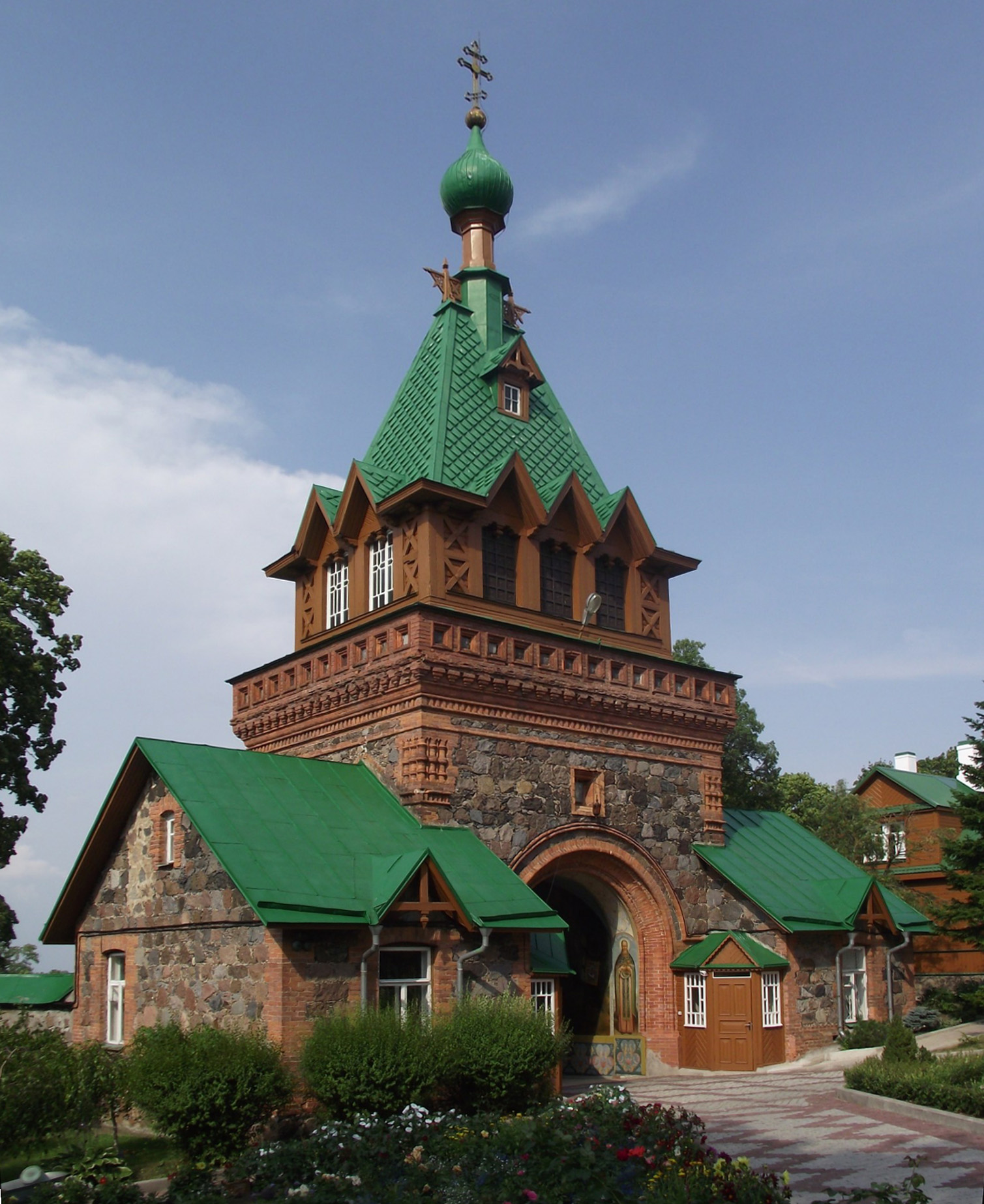
Свята брама (вхід до монастиря)

Ансамбль монастирських споруд спроєктував архітектор Михайло Преображенський. Окрім келійних корпусів, ансамбль включає Трапезний храм святих праведних Симеона Богоприємця та Анни Пророчиці (1895), огорожу зі Святими воротами.
Тут похований один із благодійників монастиря — губернатор Естляндії князь Сергій Шаховський. Його вдова — княгиня Єлизавета Шаховська — поставила храм в ім'я преподобного Сергія Радонезького (1895) з усипальницею князя. Через 45 років її поховали тут же.
Головний собор Успіння Пресвятої Богородиці був зведений пізніше, у 1908 — 1910 роках (архітектор Олександр Полещук), на місці первісного малого храму.
У 1919 році, після здобуття Естонією незалежності від Росії, новий уряд конфіскував більшу частину монастирських земель і передав монастир Естонській Апостольській Православній Церкві, незалежній від Москви.
Під час Другої світової війни лінія фронту проходила всього за кілька кілометрів від церкви, і німці створили поблизу монастиря концентраційний табір Куремяе.
Після Другої світової війни влада СРСР була змушена визнати за монастирями право на існування. У перші повоєнні роки допомогу монастирю надавав митрополит Ленінградський і Новгородський Григорій (Чуков). З 1961 року турботу про Пюхтицький монастир виявляв єпископ (з 1968 — митрополит) Талліннський та Естонський Олексій (Рідігер). З його ініціативи в монастирі збудовано будинок для «представницьких цілей» з домовою церквою святителя Олексія та великомучениці Варвари (1986). Після обрання митрополита Алексія Патріархом Московським і всієї Русі та вторинним проголошенням незалежності Естонії монастир отримав статус ставропігійного.

### З 1990 року
В 1989 відкрито подвір'я Пюхтицького монастиря в місті Когалим.
У монастирі збудовано хрестильний храм Іоанна Предтечі та священномученика Ісідора Юр'ївського (1990).
Влітку 1994 року за проєктом архітектора Андрія Родигіна було розпочато будівництво храму. У 1995—1998 роках було зведено храмовий комплекс.
Зараз когалимське обійстя — це самостійна обитель, розташована при храмі священнослужителів. Основний храм був побудований у псковсько-новгородському стилі XVI ст. Ікони головного іконостасу написані майстрами із міста Сергієва Посада.
2 вересня 1998 року престоли Успенського собору освятив патріарх Олексій II. На згадку про освячення на території обійстя встановлено хрест.
У Москві при храмі Миколи Чудотворця у Звонарях відкрито подвір'я Пюхтицького монастиря. У 2006 році в обителі перепоховано останки архієпископа Нарвського Євсевія (Гроздова).
У 2009 році монастир нагороджений Національною премією «Імперська культура» імені Едуарда Володіна — за книгу «Пюхтицька обитель та її покровитель святий праведний Іоанн Кронштадтський».
У 2012 році в обителі було близько 120 черниць та послушниць.
29 серпня 2016 року було закладено перший камінь в основу нового храму та богадільні в ім'я святителя Алексія, митрополита Московського, та великомучениці Варвари. Архітектор церкви та богадільні — Лариса Ушничкова.

## Настоятельки монастиря

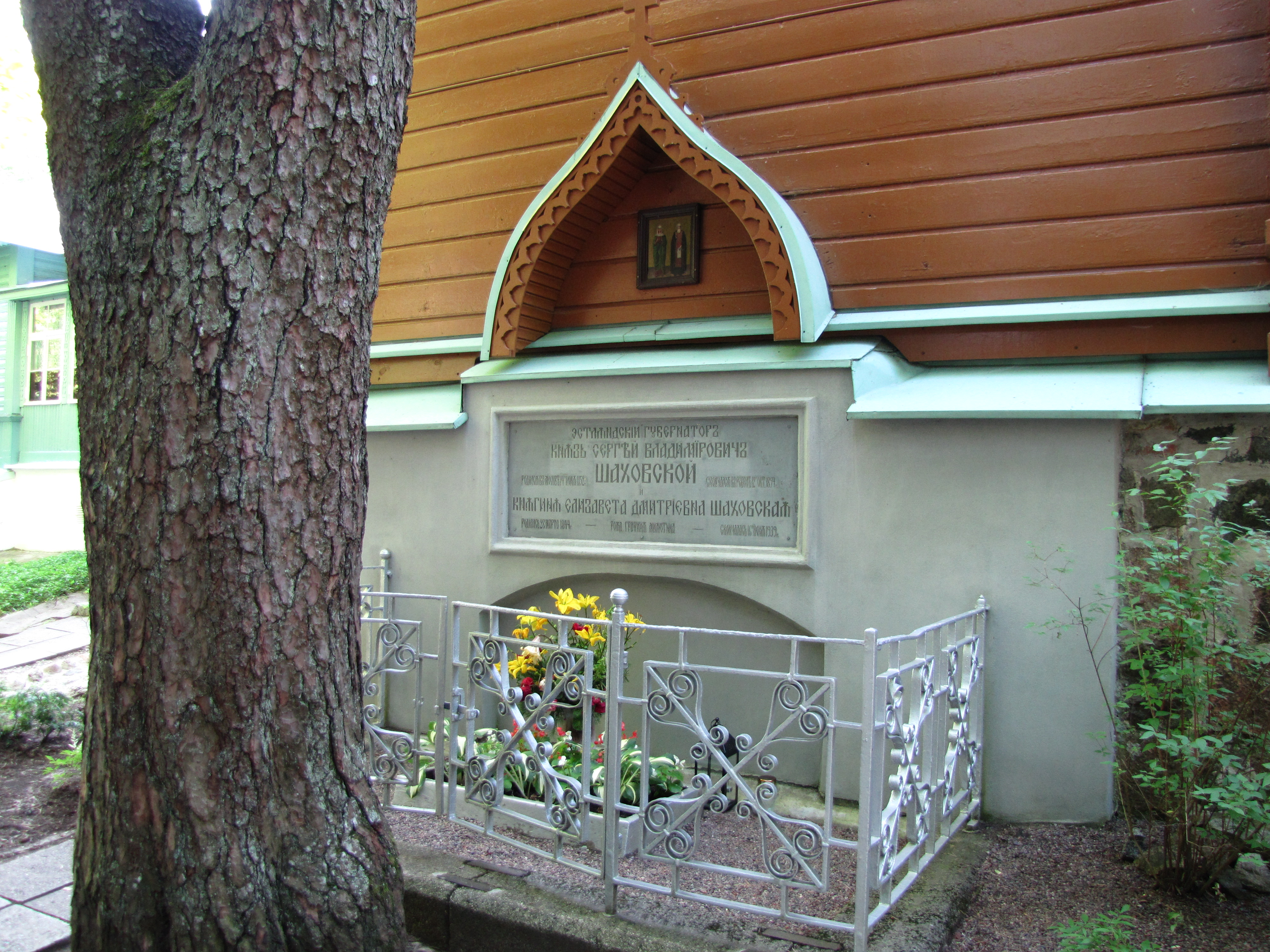
Місце поховання губернатора Естляндії князя З. Ст. Шаховського та його дружини

- Варвара (Блохіна) (1892—1897)
- Олексія (Пляшкевич) (1897—1921)
- Іоанна (Коровнікова) (1921—1943)
- Олексія (Голубєва) (1943—1946)
- Рафаїла (Мигачова) (1946—1955)
- Ангеліна (Афанасьєва) (1955—1967)
- Варвара (Трофімова) (1968—2011)
- Філарета (Калачова) (з 2011)

## Галерея

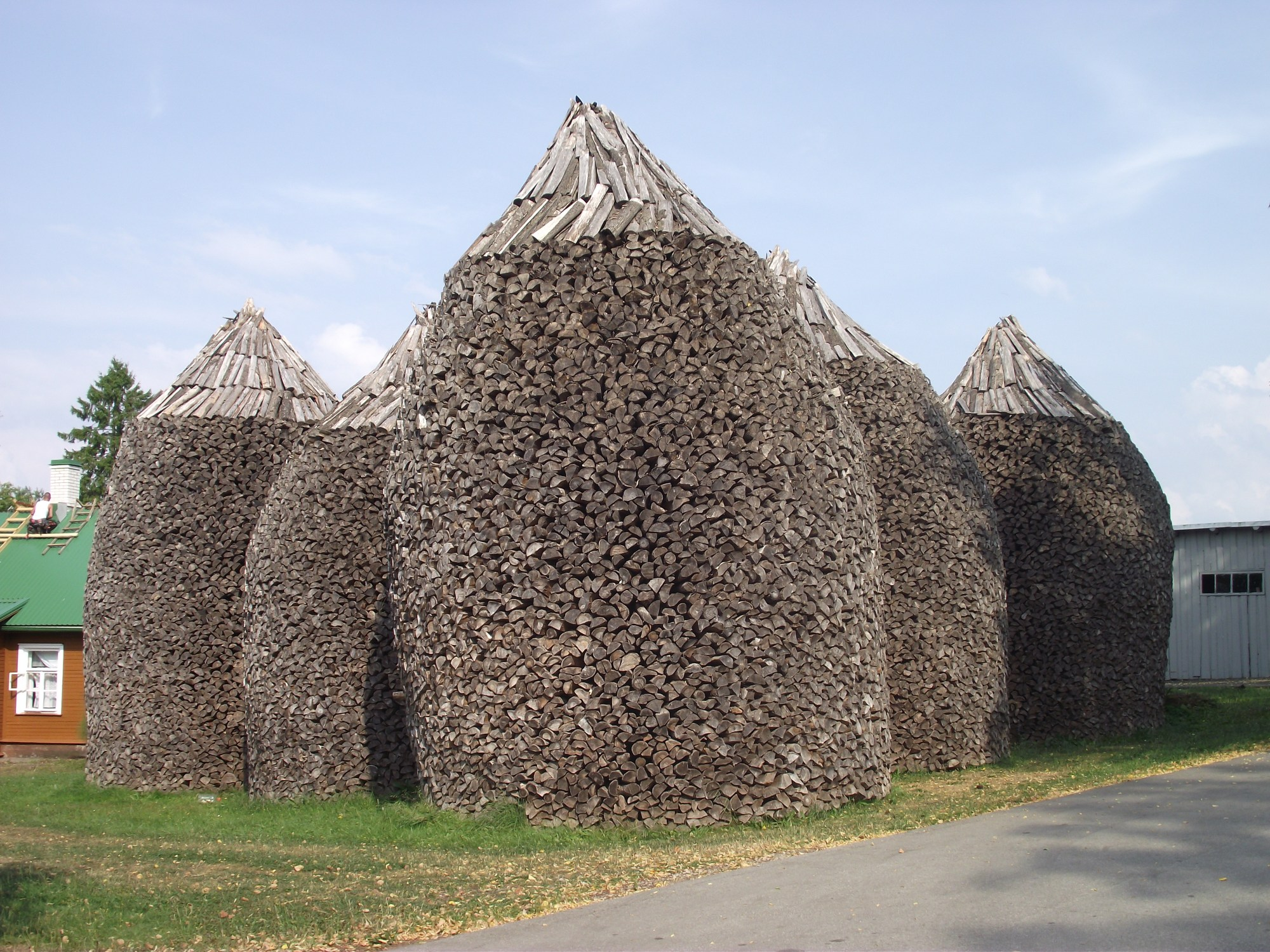
Kloostri puuriidad
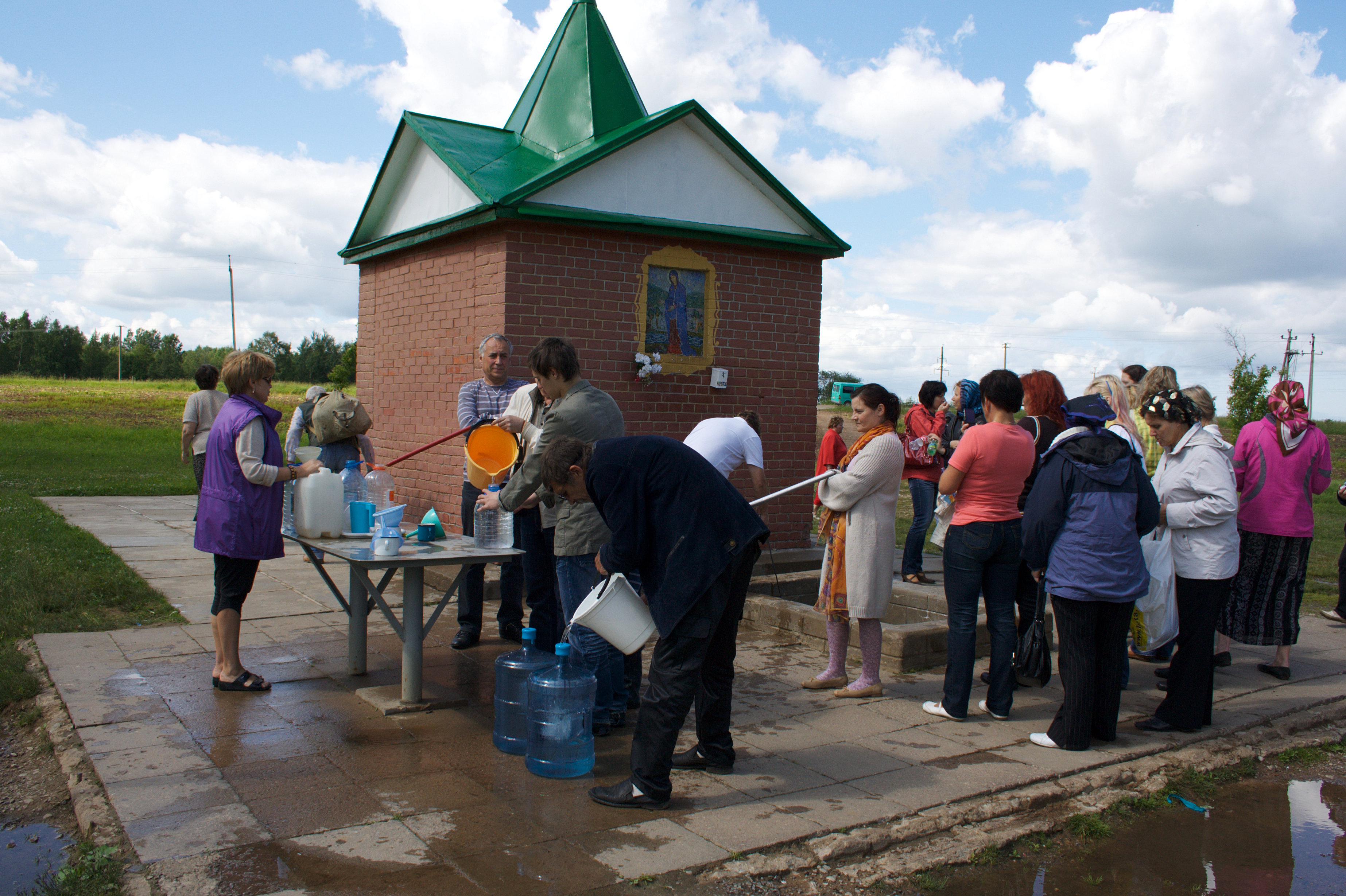
Святе джерело біля монастиря
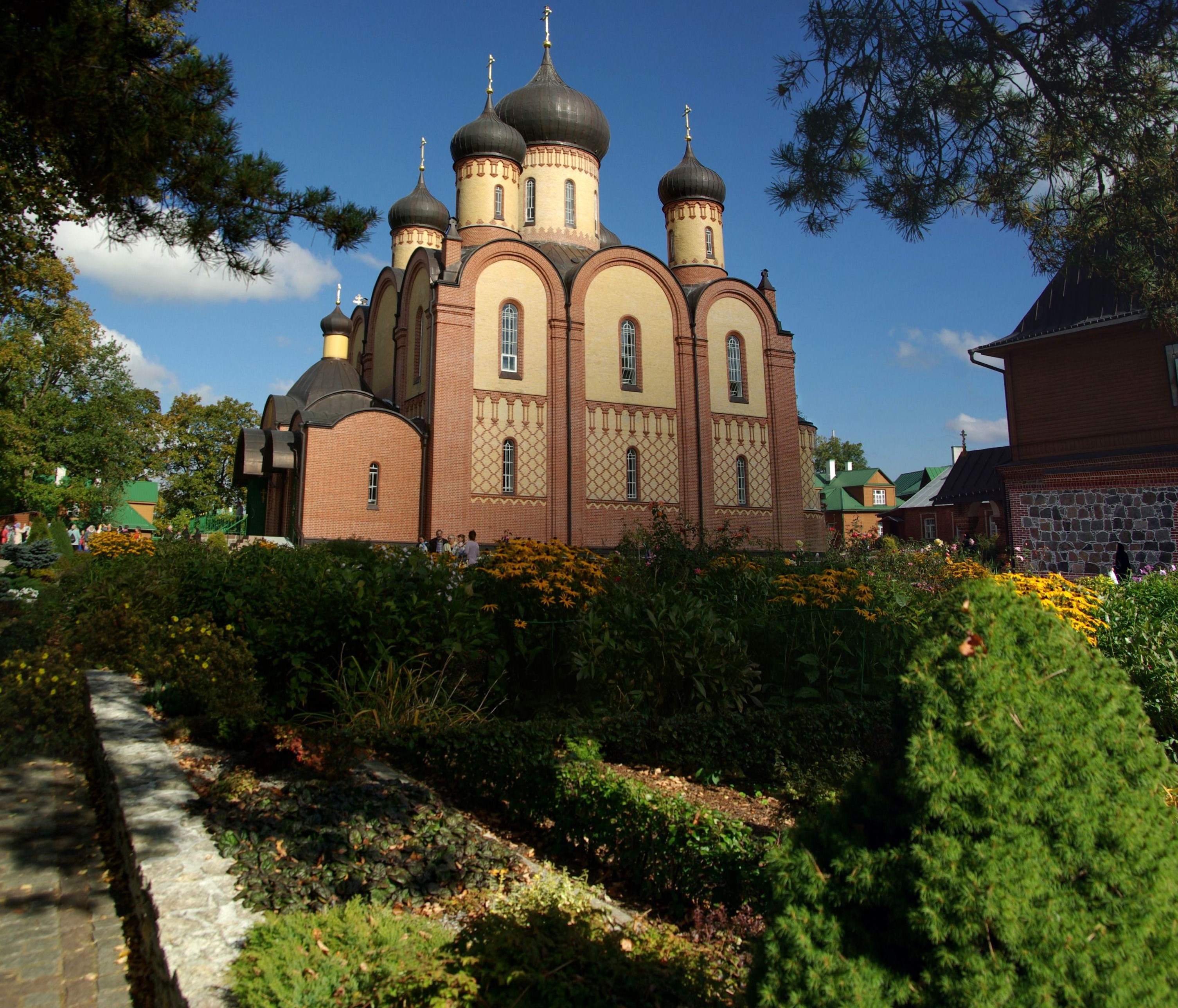
Головна церква монастиря
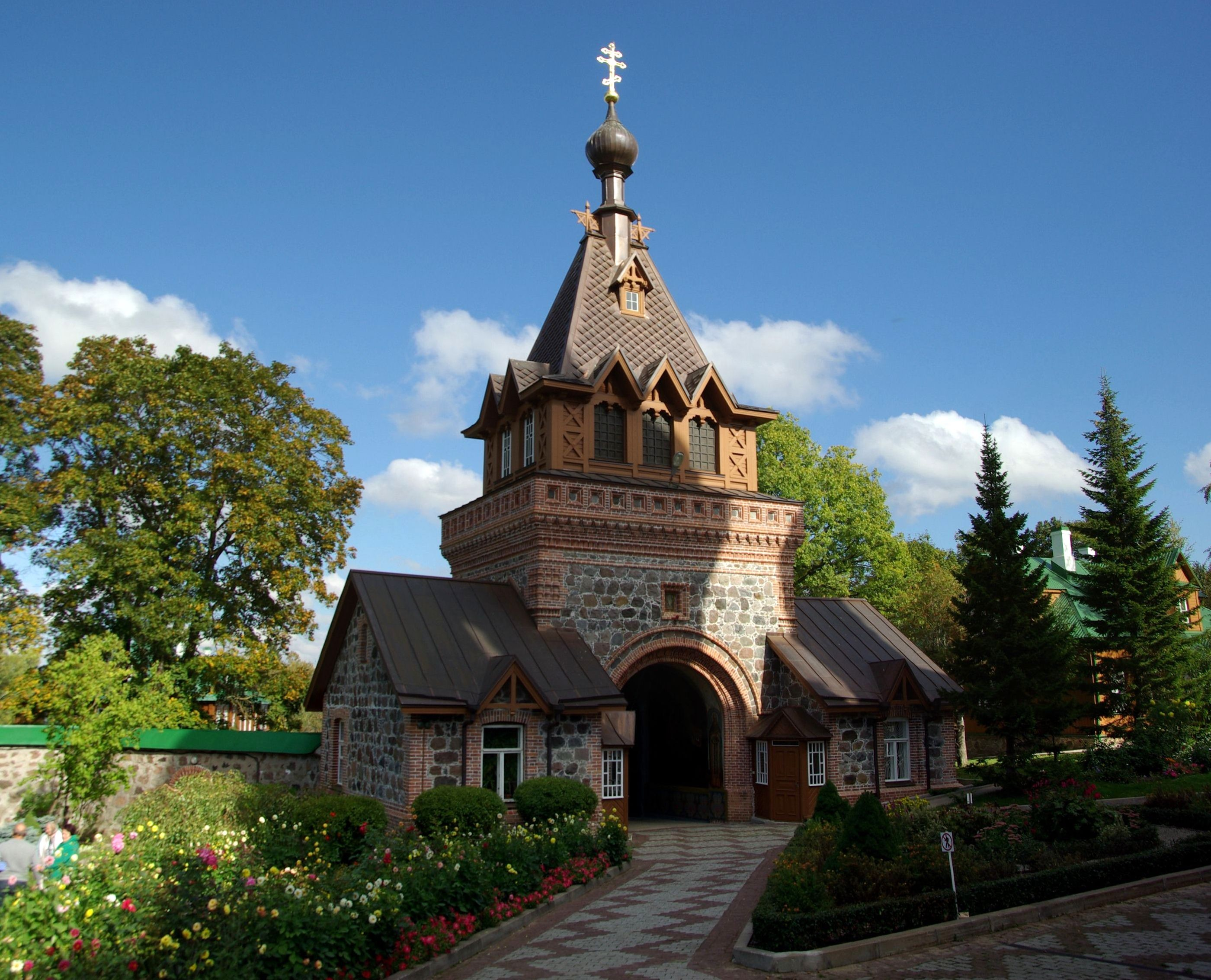
Головні ворота монастиря
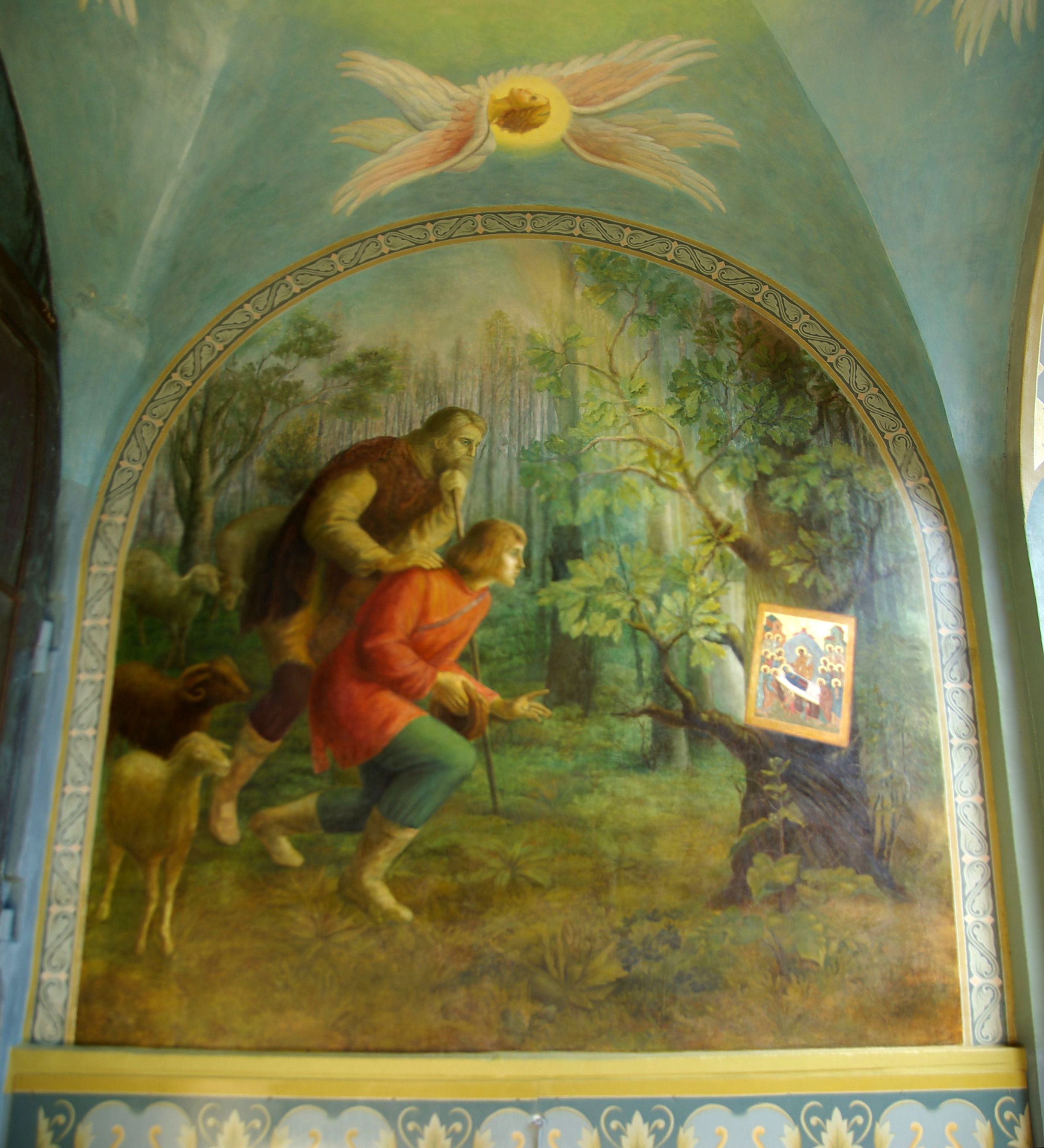
Фреска головних воріт монастиря
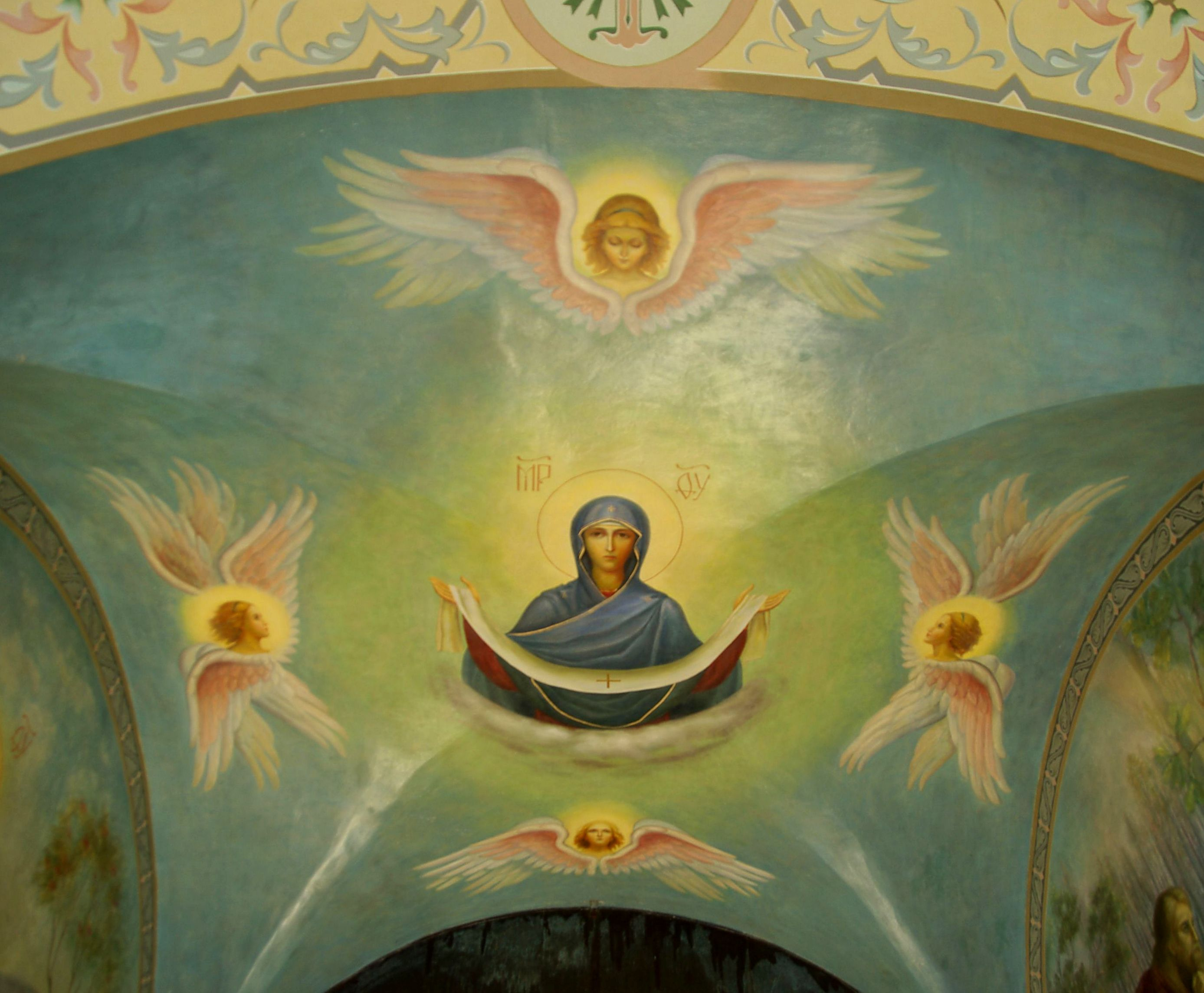
На стелі головних воріт монастиря
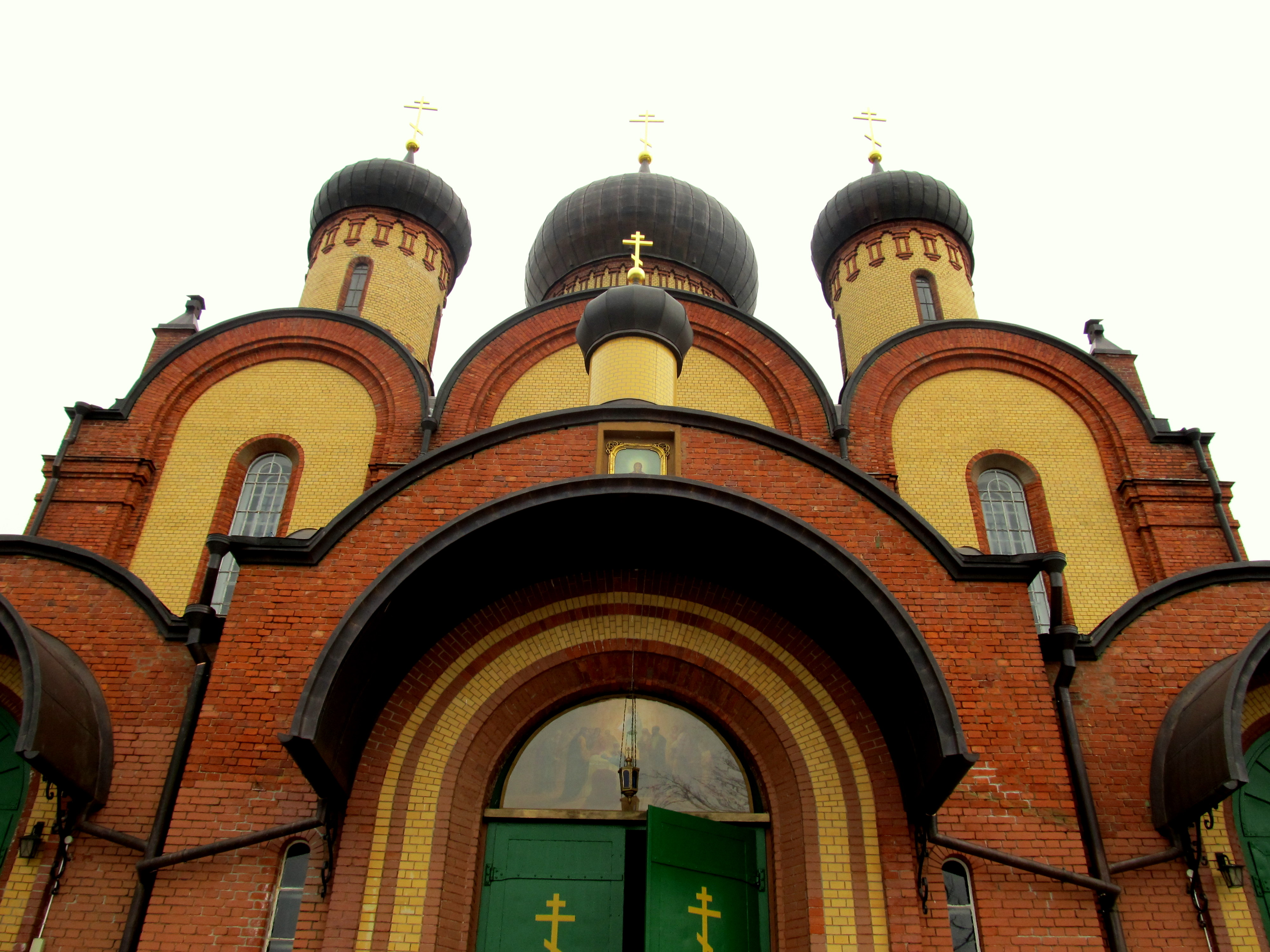
Вхід головного храму монастиря
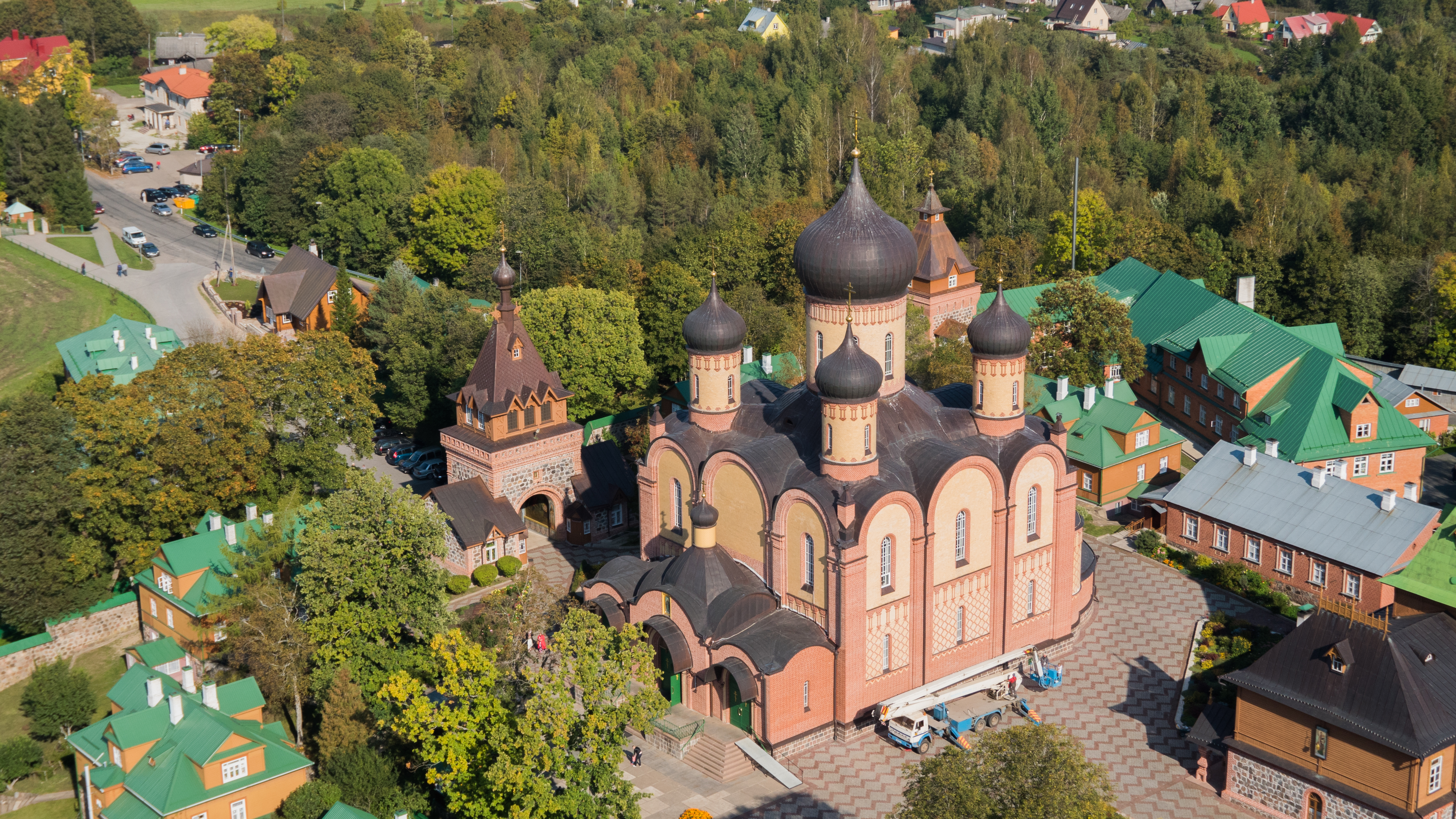
Вид монастиря з висоти пташиного польоту.